# USS Delaware (BB-28)
O USS Delaware foi um couraçado operado pela Marinha dos Estados Unidos e a primeira embarcação da Classe Delaware, seguido pelo USS North Dakota. Sua construção começou em novembro de 1907 na Newport News Shipbuilding e foi lançado ao mar em fevereiro de 1909, sendo comissionado em abril do ano seguinte. Era armado com uma bateria principal composta por dez canhões de 305 milímetros montados em cinco torres de artilharia duplas, tinha um deslocamento de mais de 22 mil toneladas e conseguia alcançar uma velocidade máxima de 21 nós.
O Delaware teve um início de carreira relativamente tranquilo, ocupando-se principalmente de exercícios e treinamentos de rotina. Fez uma viagem diplomática para Europa em 1910 e para a América do Sul em 1911, enquanto em 1914 envolveu-se na Ocupação de Veracruz. Os Estados Unidos entraram na Primeira Guerra Mundial em 1917, com o navio sendo enviado para a Europa como parte da Divisão de Couraçados Nove, que atuou junto com a Grande Frota britânica. Após a guerra voltou para sua rotina de tempos de paz até ser descomissionado em 1923 e desmontado.

## Características

Desenho da Classe Delaware

A Classe Delaware foi encomendada em resposta ao couraçado britânico HMS Dreadnought. A predecessora Classe South Carolina tinha sido projetada antes das especificações do Dreadnought serem conhecidas, assim a Marinha dos Estados Unidos decidiu que mais dois novos couraçados deveriam ser construídos em resposta à percepção de superioridade do Dreadnought em relação à Classe South Carolina. Um projeto foi preparado com uma torre de artilharia dupla a mais com o objetivo de se igualar ao número de canhões da embarcação britânica, porém todas as armas da Classe Delaware podiam disparar para uma determinada lateral, diferentemente do Dreadnought. Os dois navios da classe eram os maiores e mais poderosos couraçados do mundo quando entraram em serviço.
O Delaware tinha 158 metros de comprimento de fora a fora, uma boca de 26 metros e um calado de oito metros, enquanto seu deslocamento carregado chegava a 22 759 toneladas. Seu sistema de propulsão era composto por catorze caldeiras Babcock & Wilcox a carvão que alimentavam dois motores verticais de tripla expansão, cada um girando uma hélice. O sistema tinha uma potência indicada de 25,3 mil cavalos-vapor (18,6 mil quilowatts), possibilitando uma velocidade máxima de 21 nós (39 quilômetros por hora). Tinha uma autonomia de seis mil milhas náuticas (onze mil quilômetros) a dez nós (dezenove quilômetros por hora). Sua tripulação era formada por 933 oficiais e marinheiros.
A bateria principal consistia em dez canhões Marco 5 calibre 45 de 305 milímetros montados em cinco torres de artilharia duplas Marco 7, duas montadas na proa e as três restantes na popa. A bateria secundária tinha catorze canhões Marco 6 calibre 50 de 127 milímetros instalados em montagens pedestais Marco 9 e Marco 12 dentro de casamatas ao longo do casco. Também tinha dois canhões Hotchkiss calibre 40 de 47 milímetros, quatro canhões de disparo rápido de 37 milímetros e dois tubos de torpedo de 533 milímetros submersos, um em cada lateral. O cinturão principal de blindagem tinha 259 milímetros de espessura, enquanto o convés blindado tinha 51 milímetros. As torres de artilharia eram protegidas por frentes de 305 milímetros, já a torre de comando tinha laterais de 292 milímetros.

## História

### Início de serviço

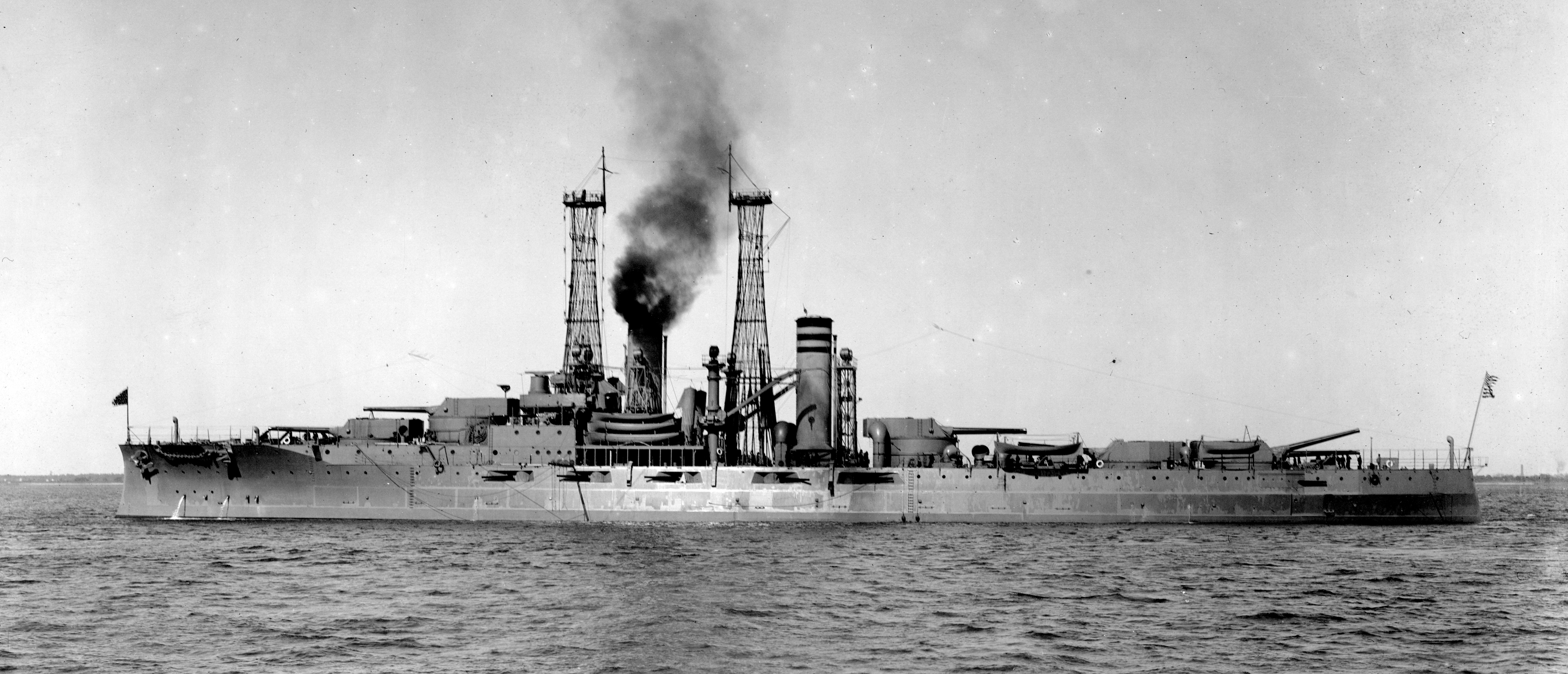
O Delaware c. 1911

O batimento de quilha do Delaware ocorreu em 11 de novembro de 1907 nos estaleiros da Newport News Shipbuilding em Newport News, na Virgínia. Foi lançado ao mar em 9 de janeiro de 1909, sendo batizado por Anna P. Cahall, sobrinha de Simeon S. Pennewill, o Governador de Delaware. A embarcação foi comissionada na frota norte-americana em 4 de abril de 1910. Em 3 de outubro viajou para Wilmington, em seu estado homônimo, onde foi presenteado com um conjunto de prataria. O navio então voltou para Hampton Roads no dia 9, onde permaneceu até se juntar em 1º de novembro à Primeira Divisão da Frota do Atlântico. As embarcações da divisão em seguida realizaram uma viagem ao Reino Unido e França, concluindo com manobras em Cuba em janeiro de 1911.
Uma das caldeiras do Delaware explodiu em 17 de janeiro, matando oito tripulantes e ferindo seriamente outro. O couraçado partiu em 31 de janeiro para transportar o corpo doembaixador chileno Anibal Cruz de volta para o Chile. No caminho parou no Rio de Janeiro, no Brasil, e aportou em Punta Arenas. Voltou para Nova Iorque em 5 de maio, seguindo em 4 de junho para Portsmouth, no Reino Unido, a fim de participar de uma revista em celebração à coroação do rei Jorge V.
Pelos cinco anos seguintes o Delaware participou de uma rotina normal de manobras e exercícios de artilharia e torpedos junto com a Frota do Atlântico. Nos meses de verão realizava cruzeiros de treinamento para aspirantes da Academia Naval. Participou em 14 de outubro de 1912 de uma revista naval que teve a presença do presidente William Howard Taft e George von Lengerke Meyer, o Secretário da Marinha. Fez no ano seguinte uma viagem diplomática para Villefranche, na Fraça, junto dos couraçados USS Utah e USS Wyoming. Em 1914 se envolveu na Ocupação de Veracruz, durante a Revolução Mexicana, a fim de proteger cidadãos norte-americanos na área.

### Primeira Guerra

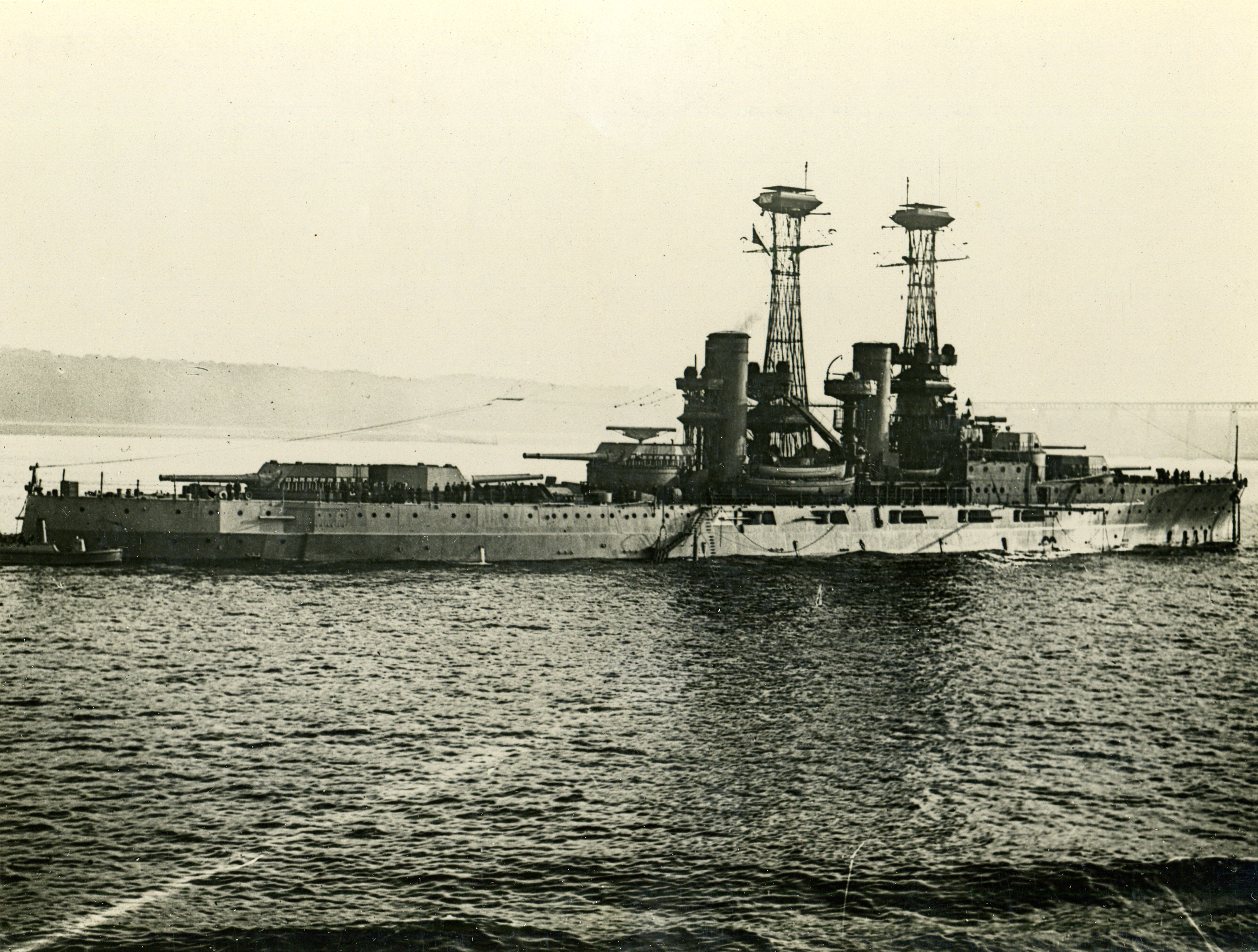
O Delaware no Reino Unido em 1918

Os Estados Unidos entraram na Primeira Guerra Mundial em 6 de abril de 1917, com o Delaware tendo recentemente voltado para Hampton Roads de manobras no Mar do Caribe. Treinou novos tripulantes da guarda armada e de pessoal de engenharia ao mesmo tempo que a Frota do Atlântico se preparava para ir para a guerra. O navio partiu em 25 de novembro como parte da Divisão de Couraçados Nove, seguindo para o Reino Unido com o objetivo de reforçar a Grande Frota no Mar do Norte. A divisão se juntou à Grande Frota como a 6ª Esquadra de Batalha assim que chegou em Scapa Flow. Sua função era servir como a "ala rápida" da Grande Frota. O Delaware participou em 14 de dezembro de manobras conjuntas a fim de praticar a coordenação entre as frotas.
A Alemanha tinha começado no final de 1917 a usar corsários de superfície para atacar comboios britânicos para a Escandinávia, forçando a Grande Frota a enviar esquadras de escolta. A 6ª Esquadra de Batalha e oito contratorpedeiros britânicos partiram em 6 de fevereiro de 1918 para escoltarem um comboio para a Noruega. O Delaware foi atacado duas vezes por um submarino alemão no dia oito próximo de Stavanger, porém o couraçado realizou manobras evasivas e conseguiu escapar ileso. A esquadra retornou para Scapa Flow em 10 de fevereiro. O Delaware escoltou outros dois comboios do tipo em março e abril. A Frota de Alto-Mar alemã fez uma surtida entre 22 e 24 de abril para tentar interceptar um dos comboios na esperança de poder também ter a oportunidade de destruir a esquadra de couraçados de escolta. O Delware e o resto da Grande Frota deixaram Scapa Flow no dia 24 para tentarem interceptar os alemães, mas a Frota de Alto-Mar nesse momento já tinha voltado para casa.
A 6ª Esquadra de Batalha e uma divisão de contratorpedeiros britânicos deram cobertura em 30 de junho para um grupo de lança-minas norte-americanos enquanto colocavam minas navais em uma barragem no Mar do Norte; a operação durou até 2 de julho. O rei Jorge V inspecionou a Grande Frota em Rosyth, incluindo o Delaware. O navio depois disso foi substituído pelo couraçado USS Arkansas, atravessando então o Atlântico de volta para casa até chegar em Hampton Roads em 12 de agosto.

### Pós-guerra

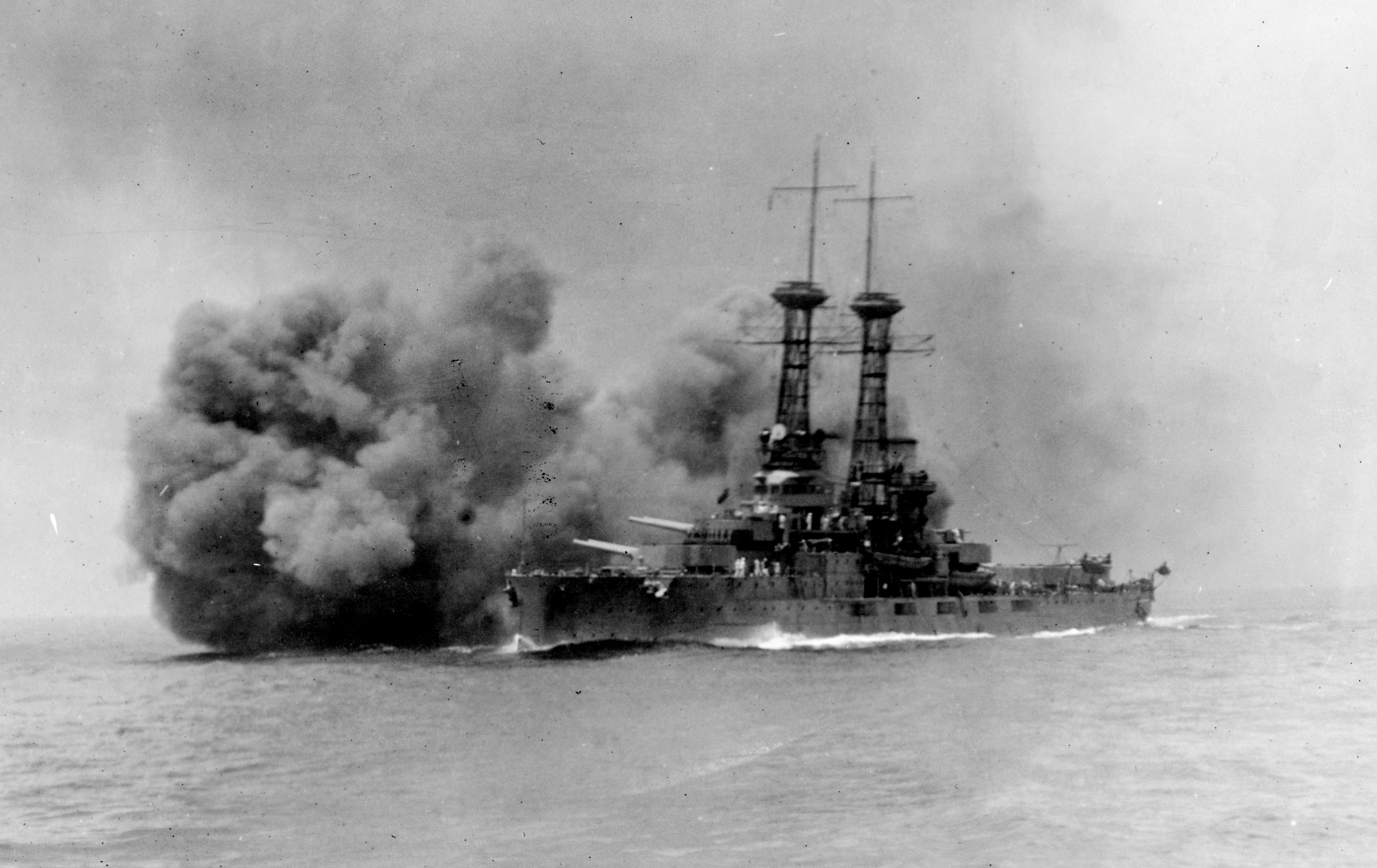
O Delaware disparando seus canhões principais em 26 de junho de 1920

O Delaware permaneceu no rio Iorque até 12 de novembro, um dia depois do fim da guerra. Ele então navegou para o Estaleiro Naval de Boston a fim de passar por reformas. Voltou para a frota em 11 de março de 1919 para realizar manobras próximas de Cuba. Voltou para Nova Iorque com sua divisão em 14 de abril, onde mais exercícios ocorreram. O couraçado esteve presente em 28 de abril de 1921 para mais uma revista naval, agora em Hampton Roads. O Delaware realizou um cruzeiro de treinamento para aspirantes entre 5 de junho e 31 de agosto de 1922, parando em portos no Caribe e também em Halifax, no Canadá. Outro cruzeiro pela Europa ocorreu de 9 de julho a 29 de agosto de 1923, visitando Copenhague na Dinamarca, Greenock no Reino Unido, Cádis na Espanha e Gibraltar.
Os Estados Unidos, Reino Unido e Japão lançaram enormes programas de construção navais nos anos imediatamente após o fim da Primeira Guerra Mundial. Todos os três concordaram que uma corrida armamentista naval não era de seus interesses, assim reuniram-se a partir de novembro de 1921 na Conferência Naval de Washington para discutir limitações armamentistas. O resultado foi o Tratado Naval de Washington, assinado em fevereiro de 1922. Os termos do tratado ditavam que o Delaware deveria ser descartado assim que o novo couraçado USS Colorado fosse finalizado. Consequentemente, o Delaware entrou em uma doca seca do Estaleiro Naval de Norfolk em 30 de agosto de 1923, com sua tripulação sendo transferida para o recém-comissionado Colorado e o processo de descarte começando. O navio foi logo em seguida transferido para o Estaleiro Naval de Boston, descomissionado em 10 de novembro e desarmado. Foi vendido para desmontagem em 5 de fevereiro de 1924 e desmontado.